# Mexacanthus mcvaughii
Mexacanthus mcvaughii är en akantusväxtart som beskrevs av T.F. Daniel. Mexacanthus mcvaughii ingår i släktet Mexacanthus och familjen akantusväxter. Inga underarter finns listade i Catalogue of Life.